# كيس بروويكمان
كورنيليس «كيس» بروويكمان (2 يوليو 1927-8 نوفمبر 1992).كان لاعب تزلج سريع هولندي الجنسية.
في دورة الألعاب الأولمبية الشتوية 1952 حصل بروويكمان على الميدالية الفضية في كل من 5000 متر و10000 متر، وحصلت هولندا لأول مرة على ميدالية في ألعاب أولمبية شتوية.

## روابط خارجية
- كيس بروويكمان على موقع SpeedSkatingBase.eu (الإنجليزية)
- كيس بروويكمان على موقع SpeedSkatingNews.info (الإنجليزية)
- كيس بروويكمان على موقع SpeedSkatingStats.com (الإنجليزية)
- كيس بروويكمان على موقع اللجنة الأولمبية الدولية (الإنجليزية)
- كيس بروويكمان على موقع أوليمبيديا (الإنجليزية)